# 李烨 (唐朝)
李烨（?—?），出自趙郡李氏西祖房，唐朝官员。李德裕第四子。
李烨初任检校祠部员外郎、兼侍御史、汴宋亳观察判官。唐宣宗大中二年（848年），因为父亲牵连被贬为象州立山县尉。李德裕有二子年幼，跟随父亲死在崖州。唐懿宗咸通初年，以赦令改为郴州郴县县尉，李烨在桂阳去世。李烨娶荥阳郑珍，其女嫁给唐僖宗时宰相刘瞻。李烨子李殷衡、李延古。李殷衡官至右補闕，后为南汉宰相；李延古在乾符年间，为集贤校理，官至司勋员外郎，还居平泉。唐昭宗东迁，因为没有朝谒，被贬为卫尉主簿。李烨右与练师陈氏生子李庄、生女李悬黎。